# Шкуратов, Александр Иванович
Александр Иванович Шкуратов — советский хозяйственный, государственный и политический деятель.

## Биография
Родился в 1906 году в Фергане. Член КПСС с 1929 года.
С 1923 года — на хозяйственной, общественной и политической работе. В 1923—1986 гг. — рабочий лесопильных заводов, секретарь Ферганского городского комитета
ЛКСМ Узбекистана, на комсомольской работе в Узбекской ССР, ответственный контролер, уполномоченный КПК при ЦК КП(б) Узбекистана, директор кондитерской фабрики
«Уртак», заведующий особым сектором ЦК КП(б) Узбекистана, первый секретарь Куйбышевского КП(б) Узбекистана, второй секретарь Сурхандарьинского обкома партии, секретарь Ташкентского обкома партии, слушатель республиканской партийной школы при ЦК КП(б) Узбекистана, первый секретарь Центрального райкома города Ташкента КП Узбекистана, заведующий отделом торговых, плановых и финансовых органов, председатель партийной комиссии Ташкентского обкома КП Узбекистана.
Избирался депутатом Верховного Совета Узбекской ССР 4-го и 5-го созывов.
Умер в Ташкенте в 1986 году.